# Дон (космически апарат)
Вижте пояснителната страница за други значения на Дон.
„Dawn“ (произнася се Дон, на бълг. Зора) е роботизиран космически апарат, изпратен от НАСА на космическо изследване към два от най-масивните членове на астероидния пояс, астероида 4 Веста и планетата джудже Церера. Изстрелването е извършено на 27 септември 2007 г. Dawn навлиза в орбита около 4 Веста на 16 юли 2011 г. и я напуска на 5 септември 2012 г. като поема курс към Церера, която по график трябва да достигне към 2015 г.
Апаратът е конструиран от Лабораторията за реактивно движение на НАСА и е първата американска изследователска мисия, в която се използва само придвижване чрез йонен двигател. В изграждането на някои от компонентите на апарата са участвали и някои европейски партньори – Германия, Италия и Нидерландия. Dawn е първият космически апарат, изследвал 4 Веста и първият, който ще изследва Церера. Ако успее да достигне Церера през 2015 г., ще бъде първият космически апарат, успешно влязъл орбита около две небесни тела, използвал йонен двигател, за да достигне целите си. Всички други предишни мисии с множество цели като космическата програма „Вояджър“ включват само бързо планетно прелитане.

## История на проекта

### Първоначално отменяне на мисията
Състоянието на мисията на космическия апарат Dawn е променяна неколкократно. През декември 2003 г. разработката на апарата е прекратена и по-късно през февруари 2004 г. е възстановена. През октомври 2005 г. разработката на апарата отново е замразена. През януари 2006 г. състоянието на Dawn се определя от пресата като „отложен за неопределено време“, въпреки че според изявления на НАСА няма нови дискусии относно съдбата на проекта. На 2 март 2006 г. НАСА обявява проекта за прекратен.

### Възстановяване на работа по мисията
Основният производител на апарата, „Orbital Sciences Corporation“, обжалва решението на възложителя НАСА и предлага да конструира космическия апарат на цена, при която той няма да има печалба, с целта да придобие опит в нова маркетингова сфера. НАСА преразглежда статута на мисията и на 27 март 2006 г. обявява в крайна сметка, че ще продължи разработката на проекта. През последната седмица на септември 2006 г. полезният товар от научни инструменти на Dawn е вграден и напълно функционален. Въпреки че първоначалната цена е $373 млн., различни преразходи надуват бюджета до $446 млн. през 2007 г.. Ръководител на екипа на Dawn е Кристофър Ръсел.